# Shadwell (Docklands Light Railway)
Shadwell è una stazione della linea Docklands Light Railway che si trova nell'omonimo quartiere, nel borgo londinese di Tower Hamlets, nella zona est di Londra. È situata fra i terminali delle due diramazioni di Bank e Tower Gateway a ovest e la stazione di Limehouse a est. Fa parte della seconda zona tariffaria della rete metropolitana. Si trova accanto alla stazione di Shadwell della London Overground.

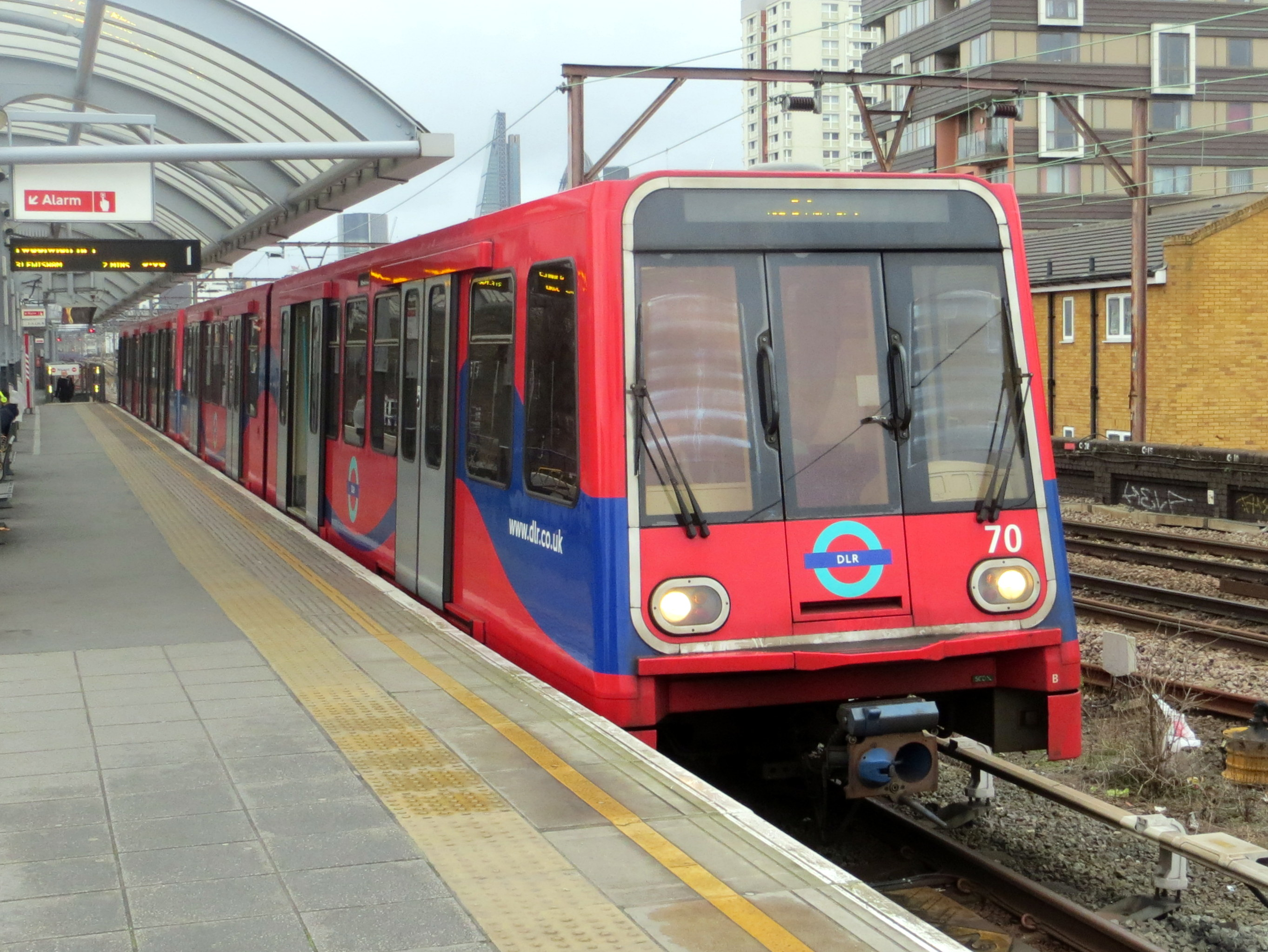
Treno della DLR alla stazione di Shadwell

## Storia
La stazione è stata aperta il 31 agosto 1987 come parte della prima sezione della DLR. Inizialmente progettata per treni a una carrozza singola, le piattaforme a Shadwell sono state estese nel 1991 per consentire l'utilizzo di treni a due carrozze.
La stazione è stata ristrutturata nel 2006, con la sistemazione degli archi di ingresso, della pavimentazione e illuminazione e una generale ripulitura e tinteggiatura. Ulteriori lavori sono stati eseguiti nel 2009 per l'adeguamento delle piattaforme ai treni a tre carrozze; nell'occasione è stata aggiunta un'uscita di emergenza all'estremità orientale.

## La stazione oggi
La stazione si trova su un viadotto ed è dotata di una singola piattaforma a isola che serve i treni in entrambe le direzioni. L'ingresso e le macchinette emettitrici di biglietti si trovano a livello del suolo, a ovest delle piattaforme. La stazione, come la maggior parte di quelle della DLR, non è solitamente presidiata da personale fisso. È accessibile a passeggeri con disabilità.

## Interscambi
La stazione è servita delle seguenti linee di autobus:
- :  100, 339, D3.[4]

È ammesso l'interscambio con la vicina stazione di Shadwell della London Overground.